# Jbel Bou Naceur
El Jbel Bou Naceur, també anomenat Adrar Bou Nasser és una muntanya del Marroc, a la província de Sufruy de la regió de Fes-Meknès. Amb 3.340 msnm és la muntanya més alta de l'Atles Mitjà. Té una prominència de 1.642 metres. És un destí habitual pels amants del senderisme.